# O Cinema Falado
O Cinema Falado é um documentário brasileiro de 1986, dirigido pelo compositor Caetano Veloso.
Apresenta entrevistas com diversas personalidades, entre elas Júlio Bressane, Regina Casé, Gilberto Gil, Elza Soares, Lulu Santos, Antônio Cícero, Hamilton Vaz Pereira, Chico Diaz e Dorival Caymmi.[carece de fontes?]
As filmagens foram na sala da casa de Caetano Veloso, no Rio de Janeiro, e a ideia de fazer o filme nasceu ao assistir entrevistas na televisão; ele imaginou, então, reunir pessoas falando sobre temas variados, como literatura, filosofia, música, dança e cinema.